# Tardes infinitas
Tardes infinitas es el segundo álbum del coro de Giraluna, un centro de educación alternativa del barrio Nuevo París en Montevideo (Uruguay). Se grabó en Montevideo en 2016. El disco fue presentado el 18 de diciembre de 2016 en el Auditorio del Sodre. Contó con la participacíon de artistas como Diego Rossgberg, Natalia Cancela, Mario Carrero y Natalia Oreiro. El álbum se grabó en estudio de gran nivel tecnológico. Consta de 13 pistas y 9 temas creados por los niños del coro Giraluna.

## Lista de canciones
| Tardes infinitas |        |          |  |
| N.º              | Título | Duración |  |